# سيسلرية بيضوية
سيسلرية بيضوية (الاسم العلمي:Sesleria ovata) هي نوع من النباتات تتبع جنس السيسلرية من الفصيلة النجيلية.